# Mezoregion Leste de Mato Grosso do Sul

Mezoregion Leste de Mato Grosso do Sul

Mezoregion Leste de Mato Grosso do Sul – mezoregion w brazylijskim stanie Mato Grosso do Sul, skupia 17 gmin zgrupowanych w czterech mikroregionach. 

## Mikroregiony
- Cassilândia
- Nova Andradina
- Paranaíba
- Três Lagoas